# 歩 (尺貫法)
歩（ぶ、拼音: bù プー）は、尺貫法の長さと面積の単位である。長さとしての1歩は本来は6尺で、面積としての1歩はその平方である。

## 中国
長さとしての歩は、古代中国の周代に制定されたとされている。右足を踏み出し、次に左足を踏み出した時の、起点から踏み出した左足までの長さ（現代日本語でいう「2歩」）を「1歩」とする身体尺であったとすれば、1.35 m（面積は 1.822 m2）程度だったことになる。
実際の1歩の長さは、時代によって異なる。秦・漢では6尺と定義された。当時の尺は23 cm程度であり、1歩は1.38 m（面積は 1.9 m2）程度であったことになる。その後、時代の流れに従い尺の長さが徐々に伸びたため、歩の長さも伸びたことになり、隋代には 1.77 m（面積は 3.14 m2）程度となったと見られる。
唐代には5尺、つまり 1.56 m（面積は 2.42 m2）程度となった。ただし、これは歩の長さ・面積を変えたものでなく、尺の伸びに対し歩を補正したとする説もある。唐の大尺は小尺の1.2倍なので、大尺5尺は小尺6尺に等しくなる。
清までこの5尺の歩が使われた。1915年の権度法では、1歩 = 5尺 = 1.6 m としている。面積の単位としては定義されていない。
1929年に定義された市制には「歩」は存在しない。長さについては尺の上は丈（10尺）であり、面積についても「畝 - 分 - 厘 - 毫」という十進法的な単位系を使用する。

## 日本
日本では伝統的に長さとしては6尺、面積としては6尺平方である。つまり、長さとしては1間、面積としては1坪に等しい。1891年の度量衡法によるメートル法換算では面積の単位としてのみ定義されており、400⁄121 m2 = 約 3.305785124 m2 になる。

## 朝鮮
朝鮮の距離測定では通常より短い「周尺」という約20 cmの尺を基準にしていた。1歩は周尺で6尺にあたり、従って1.2 mになる。1909年に日本の尺貫法に基づいた度量衡法が行われるようになった。
1964年に度量衡はメートル法に統一され、歩は使われなくなった。現在「歩」と言った場合、日本式の1.8 mの歩を意味することが多いが、分野によって1.2 mを意味することもある。